# Rikskommissionen för ekonomisk försvarsberedskap
Rikskommissionen för ekonomisk försvarsberedskap (RKE), inrättades 1928 som en svensk statlig myndighet med ansvar för fredstida planering och uppbyggnad av reservlager för samhällsviktiga råvaror. RKE grundades som en följd av de lärdomar Sverige dragit av första världskriget och den ransonering som då infördes. Man ansåg att inre oro och produktionsstörningar på detta sätt kunde minimeras. RKE samarbetade bland annat med Ingenjörsvetenskapsakademien (IVA) under det tidiga 1930-talet i praktiska försök med bildrift med generatorgas, gengas. År 1946 övertogs bland annat RKE:s uppgifter av den 1947 nyinrättade organet Riksnämnden för ekonomisk försvarsberedskap som verkade fram till 1962 innan den uppgick i Överstyrelsen för ekonomiskt försvar (ÖEF).

### Fotnoter
1. ↑  Jan Waernberg. ”Per Albin och Sverige inför det andra världskrigets utbrott”. Svenskt militärhistoriskt bibliotek. Arkiverad från originalet den 16 mars 2015. https://web.archive.org/web/20150316233424/http://pennanochsvardet.se/militarhistoria/militara-artiklar/beredskapstiden/143-per-albin-och-sverige-infoer-det-andra-vaerldskrigets-utbrott. Läst 28 februari 2015.